# Jan Tomasz Morsztyn
Jan Tomasz Morsztyn herbu Leliwa (zm. w 1748 roku) – kasztelan wiślicki w latach 1740–1748, starosta skotnicki od 1716, starosta sieradzki w latach 1726–1748, rotmistrz województwa sieradzkiego w 1733 roku.
Ożeniony z Natalią Rozalią z Szembeków był ojcem trójki dzieci: syna Joachima i dwóch córek: Apolonii, żony Macieja Lanckoroskiego i Urszuli, wydanej za Franciszka Dembińskiego.
Jako deputat  i poseł na sejm elekcyjny z województwa sieradzkiego podpisał pacta conventa Stanisława Leszczyńskiego w 1733 roku.